# 艳娃传
《艳娃传》（英語：Pretty Baby）是1978年的美國時代電影，導演是路易·馬盧，主要演員有波姬·小丝、凱斯·卡拉定及蘇珊·莎蘭登。編劇是波利·普拉特。背景是二十世紀初新奥尔良的紅燈區，描述成長在妓院的12歲少女（波姬·小丝飾演），被從事性交易的母親（蘇珊·莎蘭登飾演）養大的故事。凱斯·卡拉定、戴安娜·斯卡维德、安東尼奧·法爾加斯也有參與演出。此片是由一個被母親所迫而賣淫，被性剝削的年輕女子真實經歷改編，此經歷記錄在歷史學家Al Rose 1974年的書《Storyville, New Orleans: Being an Authentic Illustrated Account of the Notorious Red-Light District》裡，此片中也參考了攝影師Ernest Bellocq的生平，他在二十世紀初為許多新奥尔良的妓女攝影。電影的英文名稱是源自東尼·傑克森的歌《Pretty Baby》，歌曲也放在原聲帶中。
此電影是路易·馬盧的第一部美國電影，他之前的電影都是在法國拍攝。電影是在1977年的春天在新奥尔良開拍。於1978年4月在美國上映，也參加了1978年戛纳电影节，獲得金棕櫚獎提名，後來獲得高等技術大獎。傑利·羅爾·莫頓的音樂也使此片獲得奥斯卡金像奖最佳原创音乐奖的提名。許多評論家稱許這部電影，不過因為其中對雛妓的描述，以及女主角波姬·小絲的裸露鏡頭（當時才12歲），造成很大的爭議。

## 外部連結
- 互联网电影数据库（IMDb）上《Pretty Baby》的资料（英文）
- AllMovie上《Pretty Baby》的资料（英文）
- 爛番茄上《Pretty Baby》的資料（英文）
- Making of Pretty Baby: Photo Gallery （页面存档备份，存于）